# راغودة سوداء الردف
راغودة سوداء الردف (الاسم العلمي: Rhagodes melanopygus) هي نوع من العنكبوتيات تتبع جنس الراغودة من فصيلة الراغودات.